# Oleksandr Bilostinnyj
Oleksandr Mychajlovytj Bilostinnyj (ukrainska: Олександр Михайлович Білостінний, ryska: Александр Белостенный: Aleksandr Belostennyj, tävlade i Tyskland som Alexander Belostenny), född 24 februari 1959 i Odessa i dåvarande Ukrainska SSR i Sovjetunionen, död 25 maj 2010 i Trier i Tyskland, var en sovjetisk basketspelare som tog OS-guld 1988 i Seoul och även OS-brons 1980 i Moskva. Han var med i det sovjetiska landslaget i 15 år.
Aleksandr Belostennyj dog den 25 maj 2010 av lungcancer.